# Mucinosis follicularis
Als Mucinosis follicularis (Syn.: Alopecia mucinosa, Mucophanerosis introfollicularis et seboglanularis, Pinkus Alopezie, verschleimende Follikeldegeneration) wird ein Krankheitsbild aus der Dermatologie bezeichnet, das die Haarfollikel betrifft, wobei diese verhärtet tastbar sind, weshalb es umgangssprachlich auch als Reibeisenhaut oder scorbutische Gänsehaut bekannt ist.
Klinisch tritt die Mucinosis follicularis herdförmig mit Haarverlust und Papeln auf, die gut abgegrenzt, flach erhaben, gerötet und mitunter juckend sind. Sie tritt meist in der kranialen Körperhälfte auf. Die Erkrankung wurde erstmals im Jahre 1904 von Karl Kreibich beschrieben. Die Ätiologie der Erkrankung ist bislang unbekannt, histologisch finden sich Veränderungen der betroffenen Haarfollikel. Die Prognose der Hauterscheinung ist unterschiedlich, sie reicht von spontaner Rückbildung bis hin zu langfristiger Ausbreitung über die gesamte Körperoberfläche (abhängig von der grundlegenden Ursache). Therapeutisch ist die Behandlung einer Grunderkrankung notwendig (sofern diese bekannt), symptomatisch werden beispielsweise corticoidhaltige Externa eingesetzt.